# Nahki Wells
Nakhi Michael Wells, född 1 juni 1990, är en bermudisk fotbollsspelare som spelar för Bristol City och Bermudas landslag.